# Astragalus tortipes
Astragalus tortipes là một loài thực vật có hoa trong họ Đậu. Loài này được J.L.Anderson & J.M.Porter miêu tả khoa học đầu tiên.